# Rhodocolea lemuriphila
Rhodocolea lemuriphila là một loài thực vật có hoa trong họ Chùm ớt. Loài này được Zjhra mô tả khoa học đầu tiên năm 2006.